# Grazia Deledda
Pour les articles homonymes, voir Deledda.
Grazia Deledda, née le 28 septembre 1871, à Nuoro (en sarde, Nugoro), Italie, et morte à Rome le 15 août 1936, est une femme de lettres italienne.
Elle a reçu le prix Nobel de littérature pour l'année 1926. Elle est, au XXe siècle, l'unique romancière italienne lauréate de cette distinction.

## Biographie
Née dans la partie centrale de l’île de Sardaigne au sein d'une famille de la classe moyenne, Grazia Deledda n'a pas terminé la période de scolarisation primaire. Ses parents demandent  à un ami de parachever son éducation par des leçons dispensées à la maison. Grande lectrice, elle publie ses premiers textes à l'âge de dix-sept ans dans une revue. C'est le début d'une activité littéraire intense jusqu'à son décès : 36 romans, 250 nouvelles, avec des réussites et des ouvrages plus faibles.
Elle quitte la Sardaigne en 1900, au bras de son mari, pour s'installer à Rome, tout en restant attachée dans ses travaux littéraires au monde sarde. Mère de deux garçons, gestionnaire des obligations domestiques tout en poursuivant ses travaux d'écriture, son époux va jusqu'à démissionner de son poste de fonctionnaire pour se consacrer à la promotion de l'activité littéraire de sa femme.
Dans ses œuvres, qui pour la plupart se déroulent dans la partie la plus profonde de la Sardaigne (la Barbagia), elle offre la description d'un monde agropastoral gouverné par des lois antiques et non écrites. Dans cet univers rigide et pétri de traditions, ses nouvelles parviennent à esquisser avec finesse les émois, les violences et les inquiétudes de l'âme humaine, notamment dans le recueil Les Tentations (Le Tentazioni, 1899).

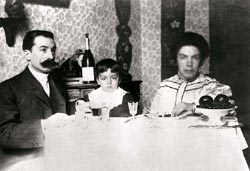
Grazia Deledda, son mari et son fils à Rome vers 1905.

Plusieurs des romans de Deledda atteignent également la force d'évocation qui fait le propre de son art, notamment Elias Portolu (1903) et surtout Des roseaux sous le vent (Canne al vento, 1913) où la vie des hommes est comparée à des roseaux qui se plient au vent sans être brisés.
L'opposition entre la ville et le milieu rural est un thème récurrent de son œuvre. Par exemple, Dans le désert est le récit de Rosalia Asquer, une jeune Sarde venue s'installer chez son oncle à Rome. Ses parents et ses connaissances restées au village ne tardent pas à s'inquiéter de la vie qu'elle mène dans la grande ville, où tout leur paraît terriblement onéreux et immoral. Or la jeune femme espère réaliser tant de ses aspirations que Rome ne suffit pas à combler sa soif de liberté.
Certains romans s'attachent d'ailleurs aux regrets de ceux qui n'ont pas saisi au vol la chance de s'évader de leur monde étroit. Dans Le Pays sous le vent (Il Paese del vento, 1931), une innocente jeune fille, ignorante de ce qu'est l'amour, est présentée chez ses parents à Gabriele, un fils de bonne famille charmeur et excentrique. Cette brève rencontre, où se noue un lien chaste et secret, hante la jeune fille encore longtemps après le départ de Gabriele. Des années plus tard, elle se marie et, pendant son voyage de noces, croise Gabriele, malade, qui réveille en elle ses anciens désirs qu'elle oppose à la médiocrité de sa présente situation.
L'œuvre de Deledda traite donc des thèmes forts de l'amour, de la douleur et de la mort, qui nourrissent les sentiments du péché et de la fatalité. S'y retrouvent en filigrane les influences du vérisme de Giovanni Verga (c'est un mouvement littéraire équivalent au naturalisme en France),, et aussi du « décadentisme » de Gabriele D'Annunzio, (un auteur adulé par la romancière), même si, dans une œuvre telle que Il vecchio della montagna, publié en 1900, écrit avant son départ de la Sardaigne pour Rome, on retrouve des traces du courant romantique et son intérêt pour les œuvres de Fiodor Dostoïevski.
Contre toute attente, Grazia Deledda reçoit le Prix Nobel de littérature 1926 (décerné en 1927). C'est le deuxième prix Nobel de littérature italien, et la deuxième femme lauréate de ce prix. Son dernier roman, Cosima, publié à titre posthume en 1937, évoque son enfance en Sardaigne.

## Œuvre

### Roman, nouvelles, poésie
- Nell'azzurro!..., 1890
- Stella d'oriente (Ilia di Saint-Ismael), 1890
- Fior di Sardegna, 1891
- Racconti sardi, 1894
- Tradizioni popolari di Nuoro in Sardegna, 1894
- Anime oneste. Romanzo famigliare, 1895 Publié en français sous le titre Âmes honnêtes. roman familial, traduit par Fanny Rivière, Lyon, A. Effantin, 1899
- La via del male, 1896
- L'ospite, 1897
- Paesaggi sardi, 1897
- Il tesoro, 1897
- Le tentazioni, 1899 (recueil de neuf nouvelles) Publié en français sous le titre Les Tentations, traduit par E. Albertini et Édouard Maynial, Paris, Mercure de France, 1905 ; réédition, Paris, Presses du compagnonnage / Éditions Rombaldi, coll. « Prix Nobel de littérature », 1962 ; réédition, Toulouse, Éditions Ombres, 1989 ; réédition, Toulouse, Éditions Ombres, coll. « Petite bibliothèque Ombres » no 155, 2006
- La giustizia, 1899 Publié en français sous le titre La Justice des hommes, traduit par Félicie Roussille, Paris, Mignot, coll. « In Extenso » no 24, s.d. ; réédition, Paris, Éditions La Renaissance du livre, s.d.
- Giaffah. Racconto, 1900
- Il vecchio della montagna, 1900
- La regina delle tenebre, 1902
- Dopo il divorzio, 1902
- Elias Portolu, 1903 Publié en français sous le titre Elias Portolu, traduit par Georges Hérelle, Paris, Calmann-Lévy, 1903 ; réédition, Paris, Nelson, 1928, Texte en ligne à la BNR ; réédition sous le même titre, et précédé de La Madre, dans une traduction nouvelle de Madeleine Santschi, Paris, Stock, coll. « Nouveau cabinet cosmopolite », 1981 ; réédition sous le même titre dans une nouvelle traduction de Léa Fazer, Paris, Éditions Autrement, 1997 ; réédition de la nouvelle traduction, Paris, Cambourakis, coll. « Letteratura », 2019  (ISBN 978-2-36624-439-7)
- Cenere, 1904 Publié en français sous le titre Cendres, traduit par Georges Hérelle, Paris, Calmann-Lévy, 1905 ; réédition sous le titre Braises, dans une nouvelle traduction intégrale de Fabienne-Andréa Costa, Paris, Éditions Autrement, 1999 ; réédition, Paris, Cambourakis, coll. « Letteratura », 2018  (ISBN 978-2-36624-345-1)
- La via del male, 1905 Publié en français sous le titre La Voie du mal, traduit par Georges Hérelle, Paris, Calmann-Lévy, 1908
- Nostalgie, 1905
- L'ombra del passato, 1907 Publié en français sous le titre Le Fantôme du passé, traduit par Georges Hérelle, Paris, Calmann-Lévy, 1908 ; réédition, Paris, L'Harmattan, coll. « Les Introuvables », 2006
- Amori moderni, 1907 Publié en français sous le titre Je meurs où je m'attache, traduit par de Albert Lécuyer, Paris, Hachette, 1909
- Il nonno. Novelle, 1908
- Il nostro padrone, 1910
- Sino al confine, 1910 Publié en français sous le titre Dans le désert, traduit par Marc Hélys, Paris, Hachette, 1912 ; réédition, Paris, L'Harmattan, coll. « Les Introuvables », 2006
- Colombi e sparvieri, 1912 Publié en français sous le titre L'Amour et la Haine, traduit par Albert Lécuyer, Paris, Hachette, 1913
- Chiaroscuro. Novelle, 1912
- Canne al vento, 1913 Publié en français sous le titre Des roseaux sous le vent, traduit par Marc Hélys, Paris, Grasset, 1919 ; réédition, sous le titre Roseaux au vent, dans une nouvelle traduction de Marie Billoret, ebook Falige Editore, 2014
- Le colpe altrui, 1914
- Marianna Sirca, 1915 Publié en français sous le titre Marianna, traduit par Adolphe V. Thomas, Paris, Éditions de la Paix, 1949 ; réédition, Paris, Cambourakis, 2024  (ISBN 978-2-36624-855-5)
- Il fanciullo nascosto. Novelle, 1915
- L'incendio nell'oliveto, 1918
- Il ritorno del figlio, suivi de La bambina rubata. Novelle, 1919
- La madre, 1920 Publié en français sous le titre La Madre, suivi de Elias Portolu, traduits par Madeleine Santschi, Paris, Stock, coll. « Nouveau cabinet cosmopolite », 1981 ; réédition dans une nouvelle traduction sous le titre Dans l'ombre, la mère, traduit par Myriam Cheyns-Condé, révisée par Fabienne-Andréa Costa, Paris, Éditions Autrement, 2000 ; réédition, Paris, Cambourakis, coll. « Letteratura », 2019  (ISBN 978-2-36624-392-5)
- L'edera, 1908 Publié en français sous le titre Le Lierre  traduit par M. Albert Lécuyer, in Revue Bleue, Ves., VIII, Parid, (6 Juillet- 12 Octobre 1907) et sous le titre Le Lierre sur l'arbre mort, traduit par Fabienne-Andréa Costa, Paris, Éditions Autrement, 1998 ; réédition, Paris, Cambourakis, coll. « Letteratura », 2020  (ISBN 978-2-36624-504-2)
- Il segreto dell'uomo solitario, 1921
- Il Dio dei viventi, 1922
- Il flauto nel bosco. Novelle, 1923
- La danza della collana, 1924
- La fuga in Egitto, 1925
- Il sigillo d'amore, 1926
- Annalena Bilsini, 1927
- Il vecchio e i fanciulli, 1928
- Il dono di Natale, 1930
- Il paese del vento, 1931 Publié en français sous le titre Le Pays sous le vent, traduit par Chiara Monti et Fabienne-Andréa Costa, Paris, Éditions Autrement, 2006 ; réédition, Paris, Cambourakis, coll. « Letteratura », 2017  (ISBN 978-2-36624-291-1)
- La vigna sul mare, 1932
- Sole d'estate, 1933
- L'argine, 1934
- La chiesa della solitudine, 1936
- Cosima, 1937 Publié en français sous le titre Cosima, traduit par Jeanne Macocco, Paris, Cambourakis, coll. « Letteratura », 2021  (ISBN 978-2-36624-561-5)
- Versi e prose giovanili, 1938
- Il cedro del Libano. Novelle, 1939

### Théâtre
- L'edera. Dramma in tre atti, 1912 (adaptation du roman éponyme à la scène en collaboration avec Camillo Antona-Traversi) Publié en français sous le titre Le Lierre, drame en trois actes, dans Œuvres libres, mars 1928
- La Grazia. Dramma pastorale in tre atti, 1921 (en collaboration avec Claudio Guastalla et Vincenzo Michetti).

### Traduction
En 1930, Grazia Deledda traduit en italien le roman Eugénie Grandet d'Honoré de Balzac pour la maison d'édition milanaise Arnoldo Mondadori Editore dans une série dirigée par Giuseppe Antonio Borgese. C'est la seule traduction réalisée par l'écrivaine.